# Maria Amalia av Neapel och Sicilien
Maria Amalia Teresa av Sicilien och Neapel, (franska: Marie-Amelie), född 26 april 1782, död 24 mars 1866, var en fransk drottning, gift med kung Ludvig Filip I av Frankrike. Hon var drottning 1830–1848 och blev Frankrikes sista drottning. Efter henne hade dock Eugénie av Frankrike samma ställning, men då med titeln kejsarinna. 

## Tidigt liv
Maria Amalia var dotter till Maria Karolina av Österrike och Ferdinand IV av Neapel. Hennes mor och hennes moster, Frankrikes drottning Marie-Antoinette, bestämde tidigt att hon skulle gifta sig med sin kusin, Frankrikes tronföljare Louis Joseph, och hon uppfostrades till att bli fransk drottning. Den franska tronföljaren avled dock 1789. Inga övriga äktenskapspartier gjordes upp, och Maria Amalias plats ansågs vara att fungera som sin mors stöd.    
Hon åtföljde sin familj då denna flydde till Sicilien under brittiskt beskydd 1798 sedan Neapel gjort uppror och därefter erövrats av fransmännen. Upproret slogs ned året därpå. År 1800 följde Maria Amalia, hennes systrar och bror Leopold med sin mor på hennes besök i Wien. I Österrike förälskade sig ärkehertig Anton i henne, men han var bestämd att bli präst. Ett äktenskap med den spanske tronföljaren föreslogs, men i slutändan blev i stället hennes syster Antonia utvald. Maria Amalia, hennes mor och syskon återvände inte till Neapel förrän 1802. Hon hade ett spänt förhållande till sin svägerska Maria Isabella, som uppfattades som okultiverad, något hon utan framgång försökte förändra. 
När Napoleon erövrade Neapel permanent 1806 bosatte hon sig en andra gång med sin familj i Palermo på Sicilien, då under brittiskt beskydd. I juli 1809 besökte den franske prinsen Ludvig Filip, hertig av Orléans, Sicilien och framförde ett frieri. Trots hennes mors avsky för hans far, som hon betraktade som medskyldig till hennes syster Marie-Antoinettes avrättning, gav hon sitt tillstånd sedan han förklarat sig vilja sona sin fars fel och efter ett långt samtal i enrum, då han på hennes begäran fick svara på alla hennes frågor om revolutionen. Vigseln ägde rum i kungens sovrum i Palermo 25 november 1809, och var kontroversiellt i Europa på grund av brudens ställning som systerdotter till den kvinna som brudgummens far ansågs ha medverkat till att avrätta. 
Maria Amalia beskrivs som mild, älskvärd, allvarlig och mycket religiös, och hennes relation till Ludvig Filip beskrivs som lycklig och harmonisk. Paret levde på brittiska bidrag på det av britterna ockuperade Sicilien, i palatset Palazzo Orléans i Palermo, som de fått i gåva av hennes far. Snart flyttade Ludvig Filips syster Adelaide av Bourbon-Orléans in till dem, men Adelaide och Maria Amalia beskrivs som vänner, förenade i sin gemensamma kärlek till brodern respektive maken.

## Hertiginna av Orléans

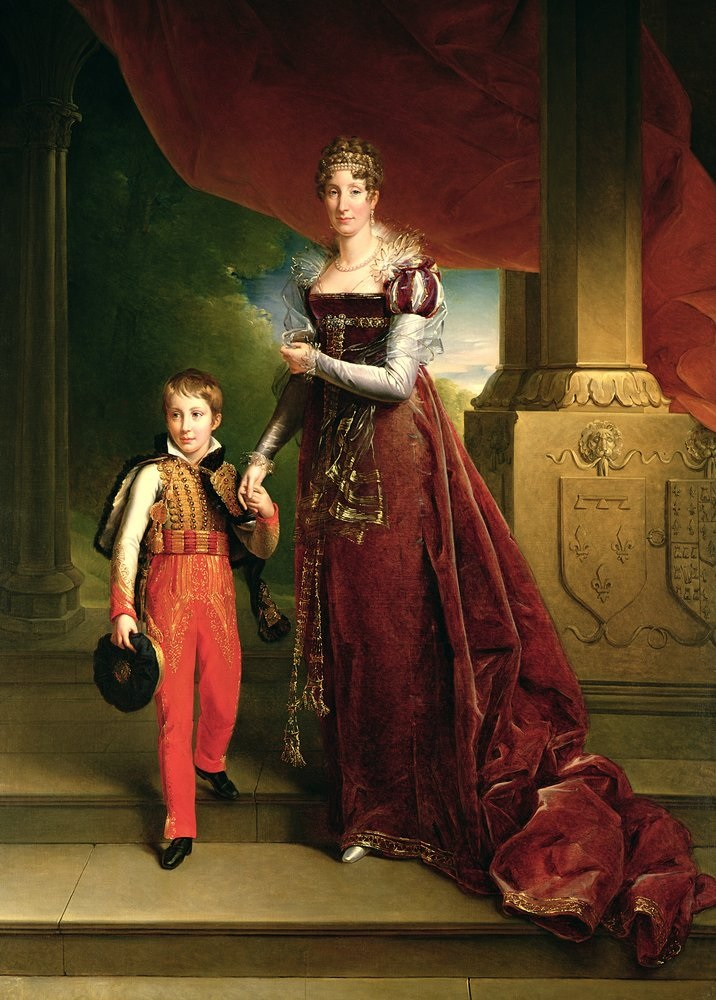
Maria Amalia som hertiginna av Orléans med sin äldste son, Ferdinand Filip.

År 1814 föll Napoleon från makten, dynastin Bourbon återinsattes på den franska tronen. Hennes makes gren av släkten återfick sin egendom av Ludvig XVIII, och familjen bosatte sig i Paris. Vid Napoleons återkomst under de hundra dagarna 1815 flydde de till England, där de levde i Orleans House i Twickenham. De fick tillstånd att återvända till Paris år 1817, och familjen var därefter bosatt i Palais Royal i Paris under vintern och på slottet Eu i Normandie under sommaren. 
Under Ludvig XVIII:s regeringstid blev hennes make utstött från hovet av Marie Therese av Frankrike på grund av den roll hans far hade spelat under franska revolutionen, men Marie Therese och Maria Amalia blev personliga vänner. Ludvig Filip gjorde Palais Royal till ett centrum för societetslivet i Paris. Hovet uppfattades som för stelt och tråkigt på grund av den förrevolutionära etikett som rådde där, medan festerna hos Orléans blev berömda och tävlade med dem som gavs av hertiginnan de Berry. Maria Amalia beskrivs dock som tyst och diskret, och det var snarare hennes svägerska Adelaide, Ludvig Filips syster, som spelade rollen av värdinna.  
Karl X, som tillträdde tronen 1824, förespråkade en försoningspolitik mellan de båda släktgrenarna, som därefter åt middag med varandra en gång i månaden. År 1825 besökte Maria Amalia sin syster och dennas make, kungen av Sardinien, tillsammans med sin man i Chambery. I maj 1830 tog hon emot sin bror och svägerska, kungen och drottningen av Bägge Sicilierna i Palais Royal tillsammans med den franske kungen, ett av de sista högtiderna under Karl X:s regim med en konsert följd av en bal.

## Drottning

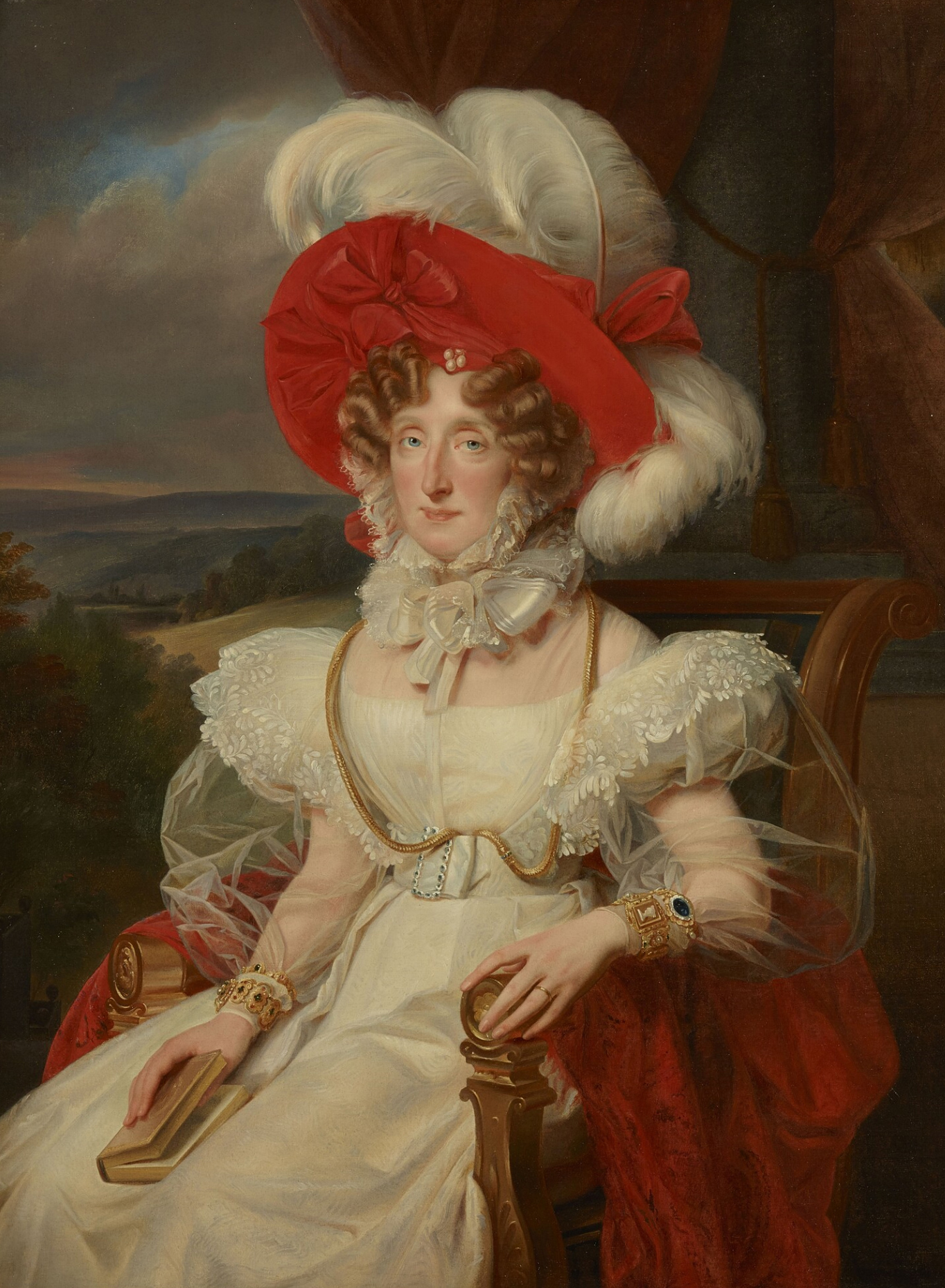
Porträtt av Louis Hersent, från cirka 1839.

Maria Amalia blev Frankrikes drottning när Ludvig Filip besteg tronen efter julirevolutionen 1830. Hon var enligt uppgift förfärad och generad över att hennes make hade gått med på att bli en konstitutionell monark och överta tronen från sina egna släktingar, den äldre grenen av familjen Bourbon, och då hon fick nyheten ska hon ha sagt: "En sådan katastrof!" Orsaken var inte enbart hennes konservativa politiska principer, utan också för att hon sörjde över att behöva överge ett privat familjeliv. 
När julirevolutionen bröt ut i Paris 1830 befann sig familjen Orléans på sin lantegendom Neuilly. Maria Amalia var förtvivlad över revolutionen, medan hennes svägerska Adelaide uppmuntrade Ludvig Filip att inta platsen som ledare för den liberala oppositionen mellan absolut monarki och republik, och erbjuda sig som kandidat för en konstitutionell monarki. Då rykten cirkulerade om att rojalisterna planerade att tillfångata Ludvig Filip, flydde han till Raincy och barnen skickades till Villiers-Coterets, medan däremot Maria Amalia och hennes svägerska Adelaide stannade kvar på Neuilly. 
När en delegation bestående av bland annat Thiers anlände till Neuilly och erbjud Ludvig Filip kronan, avvisade Maria Amalia förslaget som en förolämpning till en hederlig man som hennes make, som aldrig skulle begå ett sådant förräderi mot sin egen släkt. Adelaide däremot svarade att hennes bror av kärlek till sitt land skulle acceptera även platsen som president för att förhindra anarki, och Thiers accepterade då Adelaides svar som det slutliga svaret, framför Maria Amalias. Strax därefter kallades Ludvig Filip till Paris där parlamentet öppet erbjöd honom kronan, ett erbjudande han accepterade. Han ska ha accepterat förslaget till stor del på grund av Adelaide. När Maria Amalia fick höra att Ludvig Filip hade accepterat kronan ska hon ha brustit i gråt och sagt att han skulle bli kallad usurpator. Hon vägrade också att återvända till Paris i öppen vagn för att undvika att ge ett intryck av triumf, och då hon väl infann sig uppmärksammades det att hon var rödögd.  
Maria Amalia ska ha accepterat kronan med motvilja och förklarat att det var en törnekrona, men att när Gud trots allt givit dem den, var det deras plikt att göra det bästa av situationen och även deras plikt att behålla den. Vid julirevolutionen behölls adliga och kungliga titlar enbart som rena hederstitlar för tilltal, och varken Ludvig Filip eller Maria Amalia blev någonsin krönta.  
Maria Amalia hade aldrig någonting att göra med politik, utan fortsatte att ägna sin tid enbart åt familjelivet även sedan hon blivit drottning. Hon ska medvetet ha avstått från alla politiska handlingar, dels på grund av det varnande exempel för politiskt aktiva kvinnor som utgjordes av Marie-Antoinette och den nya fientligheten mot politiskt aktiva kvinnor i Frankrike, men också för att det inte överensstämde med hennes personliga syn på monarkin och för äktenskapet för en gemål att lägga sig i statens affärer eller en hustru att lägga sig i makens göromål. 

När Marie Caroline av Neapel gjorde sitt kuppförsök och fängslades på Blaye, sände hon en ansökan till Maria Amalia, men hon vägrade att ta emot den. Hon vägrade också att ta emot Marie Carolines anhängare Mesnards begäran om att få besöka Marie Caroline. Maria Amalia var konservativ och starkt religiös, och den medvetenhet som fanns om hennes åsikter lugnade konservativa rojalister som kritiserade hennes make för att vara för demokratisk.Den kvinna i familjen som verkligen hade politiskt inflytande under Ludvig Filips regeringstid var i stället hans syster.   

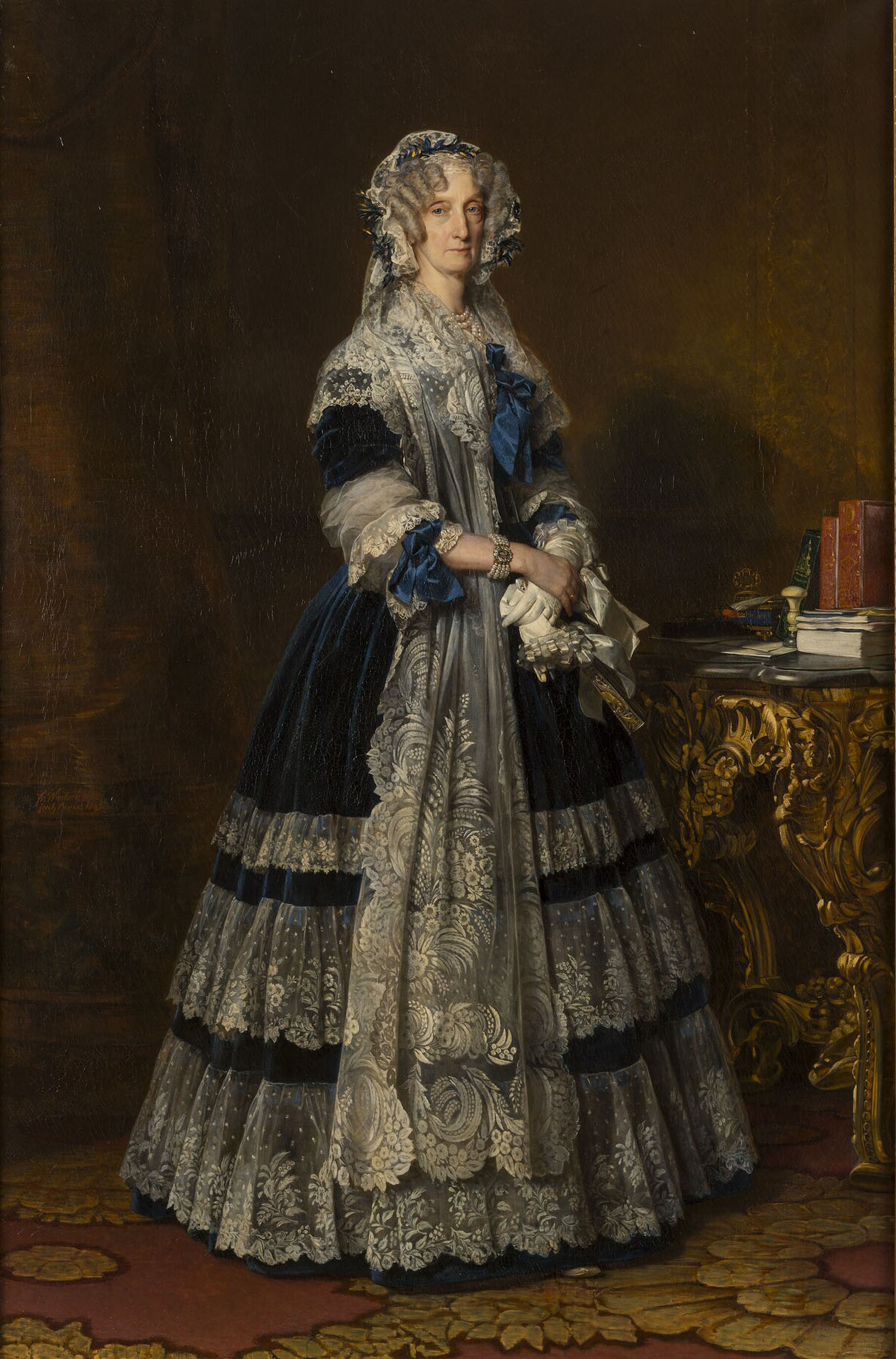
Porträtt av Franz Xaver Winterhalter från 1842.

Ludvig Filip undvek av politiska skäl formell representation och hovliv så mycket som möjligt i sin strävan efter att upprätthålla ett borgerligt demokratiskt intryck, och kungafamiljen levde därför ett för kungahus relativt diskret nedtonat och borgerligt familjeliv i Tuilerierna med förenklad etikett, få större högtider och sparsam representation. Maria Amalia hade inte desto mindre ett separat hov, och hennes favorithovdam var Madame de Montjoie. Hon brevväxlade med sina barn då de var frånvarande, och var särskilt fäst vid sin son Nemours. 
Maria Amalia utförde värdigt sina representationsuppgifter och blev känd för sin personliga anspråkslöshet, sitt enkla liv och sin välgörenhet. Varje dag sades hon sy kläder åt de fattiga tillsammans med sina döttrar och senare svärdöttrar, och hon ägnade en stor del av dagen åt att tillsammans med sina sekreterare ta emot, läsa och besvara petitioner om allmosor: i sammanhanget brukar ofta nämnas, att av den summa på 500 000 franc hon mottog för sina personliga utgifter, brukade hon spendera 400 000 på allmosor. En annan sak som brukar nämnas är att hon gav allmosor till behövande oavsett deras politiska eller religiösa övertygelser.
Hennes äldste sons död år 1842 innebar en kris som ändrade hennes vanor. Hennes hår ska ha vitnat efter detta, hon fördjupade sig i religionen, alla former av fester upphörde vid hovet och hon förbjöd sina svärdöttrar att lämna palatset utan tillstånd. Den enda svärdottern som motsatte sig denna övervakning var hennes äldste sons änka, till vilken hon alltid hade sämst relation på grund av dennas protestantiska tro och politiska ambitioner. Åren 1842 och 1843 tog hon emot drottning Viktoria av Storbritannien under dennas statsbesök på slottet Eu i Normandie. Hon följde dock inte med då Ludvig Filip gjorde sitt svarsbesök i Storbritannien 1844.
Under revolutionen 1848 gjorde Maria Amalia sitt kanske enda försök att påverka maken politiskt. Medan upplopp utbröt på gatorna, lade sig Ludvig Filip på en soffa, oförmögen att agera. Maria Amalia uppmanade honom då att ta kontrollen över nationalgardet och strida för sin tron, och lade till att hon, deras döttrar, svärdöttrar och barnbarn skulle ställa sig på balkongen och se honom vinna eller dö. Ludvig Filip svarade henne dock endast med att hon skulle lita till hans omdöme. När mobben senare tågade mot Tuilerierna, där kungafamiljen satt och åt middag, övertalades Ludvig Filip av sina ministrar att fly. Han abdikerade till förmån för sin sonson greven av Paris, och lämnade kvar denne och dennes mor och bror i Tuilerierna under beskydd av Nemours, som förde dem till nationalförsamlingen. Då det före detta kungaparet lämnade palatset, vände sig Maria Amalia om mot minister Thiers och utbrast: "Åh Monsieur, ni var inte värdiga en sådan konung!" 
Familjen fick vänta ett tag innan de lyckades få tag på hästar och vagn. Vagnen kom iväg under kaotiska omständigheter och skott ska ha riktats mot följet. Sällskapet färdades först till St. Cloud och därefter till Dreux, där de delade på sig och fortsatte var för sig mot England. Kungaparets söner Aumale och Joinville var redan utomlands när revolutionen bröt ut, medan deras son Montpensier, deras svärdotter Nemours och deras sex barnbarn följde dem i samma vagn. Deras dotter Clementine och hennes make var också närvarande, men de fick inte plats i vagnen utan tog sig till järnvägen till fots och lämnade Paris med tåg.  
Det före detta kungaparet levde under en vecka gömda i en väns stuga i Honfleur, innan de smugglades ut via Le Havre över kanalen till Newhaven i England.

## Senare liv
Efter revolutionen 1848 lämnade hon och Ludvig Filip Frankrike och bosatte sig som gäster hos drottning Viktoria på Claremont House i Surrey i England under namnet greven och grevinnan de Neuilly. Paret ska ha bemötts med allmän respekt i England, och en känd incident är hur allmänheten tog av sig hattarna för dem under deras färd genom landet. Claremont House tillhörde engelska kronan men nyttjanderätten tillhörde deras svärson, Leopold I av Belgien, på livstid sedan hans tidigare äktenskap med den brittiska tronföljaren Charlotte. De saknade ekonomiska problem eftersom den franska staten motsatte sig konfiskation av deras privata egendom, och det franska parlamentet godkände även deras vistelse i England på villkor att England erkände alla framtida franska regeringar som legitima. Däremot blev alla medlemmar av familjen Orléans landsförvisade på livstid. 1852 förklarade Napoleon III att all familjens egendom i Frankrike måste säljas för att inte konfiskeras av staten.    
Maria Amalia blev änka 1850. Hon levde ett liv ägnat familjen på Claremont, där hon bodde tillsammans med sina söner Nemours och Joinville och deras familjer, medan hennes son Aumale med familj och hennes före detta svärdotter Orléans snart bosatte sig i Twickenham respektive Esher i närheten. Hon besökte sin son Montpensier i Spanien 1853. Maria Amalia hade från början ansett att Ludvig Filip inte hade rätt till tronen, och hon stödde sin son Nemours i hans förhandlingar med den äldre grenen Bourbons överhuvud greven av Chambord 1853, som handlade om att erkänna deras rättigheter framför familjen Orléans: greven av Chambord besökte henne också i England 1862. I den åsikten hade hon inte stöd från sin före detta svärdotter Orléans, vars son hade Orléansgrenens främsta anspråk.
I England beundrades Maria Amalia på grund av sin resignation, sitt lugna familjeliv och sin starka hängivenhet för religion, vilket då tillhörde det samtida kvinnoidealet. Maria Amalia bad på sin dödsbädd sin son om att inskriptionen på hennes grav skulle ge henne titeln "hertiginna av Orléans" i stället för drottning. När hon fick svaret: "Men mamma, du kan inte utplåna historien", utbrast hon: "Tyvärr, Fransmännens drottning!"

## Barn

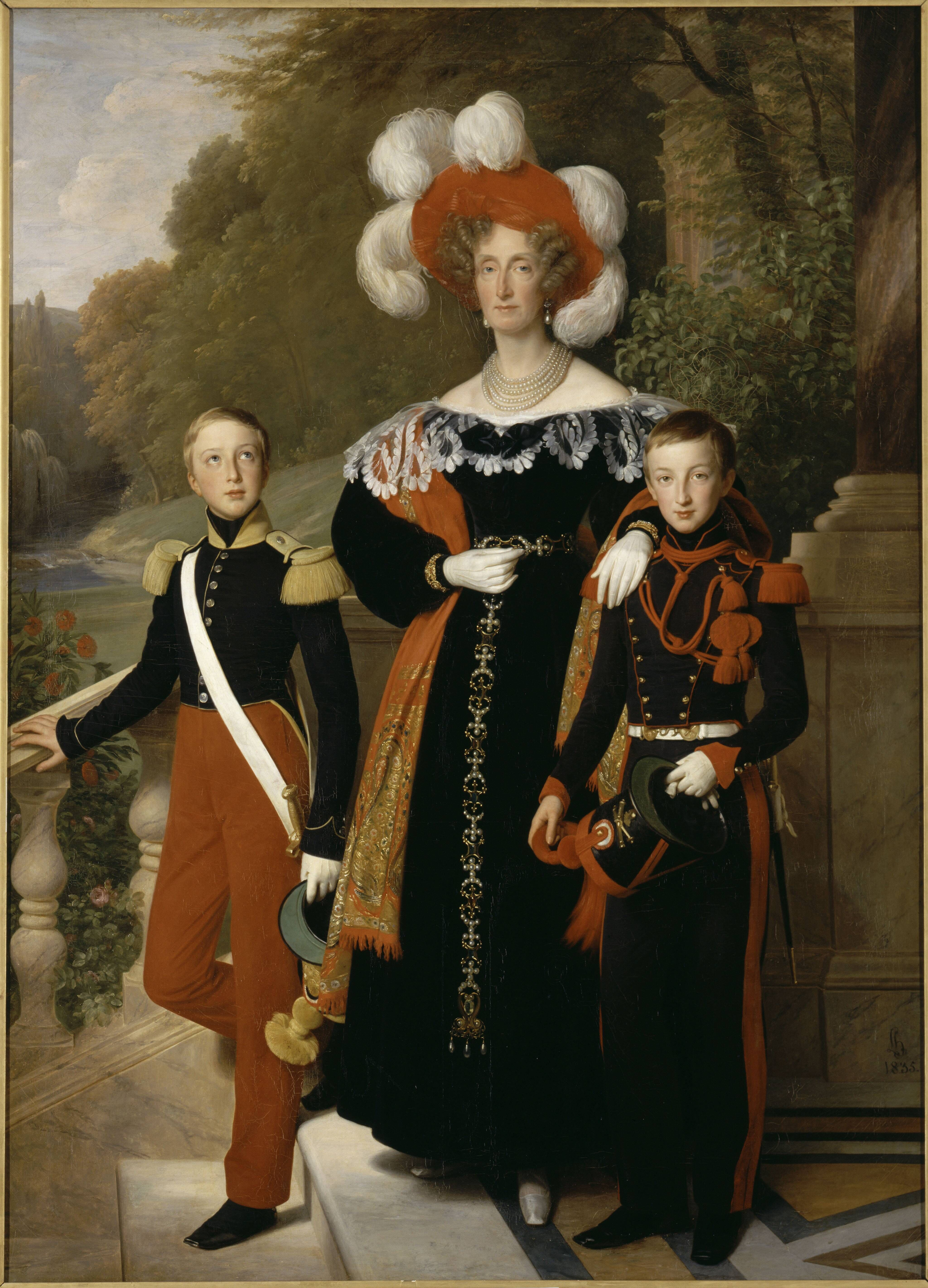
Drottning Maria Amalia med sina två söner Henri och Antoine. Målning av Louis Hersent från 1835.

1. Ferdinand Filip (1810–1842), hertig av Orléans 1830–1842
2. Marie Louise (1812–1850), gift med Leopold I av Belgien
3. Marie (1813–1839), gift med Alexander av Württemberg
4. Ludvig Karl (1814–1896)
5. Francisca (1816–1818)
6. Clémentine (1817–1907), gift med August Ludwig av Sachsen-Coburg-Gotha
7. François (1818–1900)
8. Karl (1820–1828)
9. Henri (1822–1897)
10. Antoine (1824–1890)

## Anfäder
|                                     |  |  |  |  |  |  |  |                                 |  |  |  |  |  |  |  |                            |  |  |  |  |  |  |  | Filip V av Spanien                               |
|                                     |  |  |  |  |  |  |  |                                 |  |  |  |  |  |  |  |                            |  |  |  |  |  |  |  |                                                  |
|                                     |  |  |  |  |  |  |  |                                 |  |  |  |  |  |  |  | Karl III av Spanien        |  |  |  |  |  |  |  |                                                  |
|                                     |  |  |  |  |  |  |  |                                 |  |  |  |  |  |  |  |                            |  |  |  |  |  |  |  |                                                  |
|                                     |  |  |  |  |  |  |  |                                 |  |  |  |  |  |  |  |                            |  |  |  |  |  |  |  | Elisabet Farnese av Parma                        |
|                                     |  |  |  |  |  |  |  |                                 |  |  |  |  |  |  |  |                            |  |  |  |  |  |  |  |                                                  |
|                                     |  |  |  |  |  |  |  | Ferdinand I av Bägge Sicilierna |  |  |  |  |  |  |  |                            |  |  |  |  |  |  |  |                                                  |
|                                     |  |  |  |  |  |  |  |                                 |  |  |  |  |  |  |  |                            |  |  |  |  |  |  |  |                                                  |
|                                     |  |  |  |  |  |  |  |                                 |  |  |  |  |  |  |  |                            |  |  |  |  |  |  |  | August III av Polen                              |
|                                     |  |  |  |  |  |  |  |                                 |  |  |  |  |  |  |  |                            |  |  |  |  |  |  |  |                                                  |
|                                     |  |  |  |  |  |  |  |                                 |  |  |  |  |  |  |  | Maria Amalia av Sachsen    |  |  |  |  |  |  |  |                                                  |
|                                     |  |  |  |  |  |  |  |                                 |  |  |  |  |  |  |  |                            |  |  |  |  |  |  |  |                                                  |
|                                     |  |  |  |  |  |  |  |                                 |  |  |  |  |  |  |  |                            |  |  |  |  |  |  |  | Maria Josefa av Österrike                        |
|                                     |  |  |  |  |  |  |  |                                 |  |  |  |  |  |  |  |                            |  |  |  |  |  |  |  |                                                  |
| Maria Amalia av Neapel och Sicilien |  |  |  |  |  |  |  |                                 |  |  |  |  |  |  |  |                            |  |  |  |  |  |  |  |                                                  |
|                                     |  |  |  |  |  |  |  |                                 |  |  |  |  |  |  |  |                            |  |  |  |  |  |  |  | Leopold av Lothringen                            |
|                                     |  |  |  |  |  |  |  |                                 |  |  |  |  |  |  |  |                            |  |  |  |  |  |  |  |                                                  |
|                                     |  |  |  |  |  |  |  |                                 |  |  |  |  |  |  |  | Frans I av Habsburg        |  |  |  |  |  |  |  |                                                  |
|                                     |  |  |  |  |  |  |  |                                 |  |  |  |  |  |  |  |                            |  |  |  |  |  |  |  |                                                  |
|                                     |  |  |  |  |  |  |  |                                 |  |  |  |  |  |  |  |                            |  |  |  |  |  |  |  | Elisabeth Charlotte av Orléans                   |
|                                     |  |  |  |  |  |  |  |                                 |  |  |  |  |  |  |  |                            |  |  |  |  |  |  |  |                                                  |
|                                     |  |  |  |  |  |  |  | Maria Karolina av Österrike     |  |  |  |  |  |  |  |                            |  |  |  |  |  |  |  |                                                  |
|                                     |  |  |  |  |  |  |  |                                 |  |  |  |  |  |  |  |                            |  |  |  |  |  |  |  |                                                  |
|                                     |  |  |  |  |  |  |  |                                 |  |  |  |  |  |  |  |                            |  |  |  |  |  |  |  | Karl VI av Habsburg                              |
|                                     |  |  |  |  |  |  |  |                                 |  |  |  |  |  |  |  |                            |  |  |  |  |  |  |  |                                                  |
|                                     |  |  |  |  |  |  |  |                                 |  |  |  |  |  |  |  | Maria Teresia av Österrike |  |  |  |  |  |  |  |                                                  |
|                                     |  |  |  |  |  |  |  |                                 |  |  |  |  |  |  |  |                            |  |  |  |  |  |  |  |                                                  |
|                                     |  |  |  |  |  |  |  |                                 |  |  |  |  |  |  |  |                            |  |  |  |  |  |  |  | Elisabeth Christina av Braunschweig-Wolfenbüttel |
|                                     |  |  |  |  |  |  |  |                                 |  |  |  |  |  |  |  |                            |  |  |  |  |  |  |  |                                                  |